# Thylogale brownii lanata
Thylogale brownii lanata is een kangoeroe uit het geslacht der pademelons (Thylogale). Het is een ondersoort van Thylogale brownii.

## Taxonomie
Deze ondersoort werd enige tijd als aparte soort gerekend (T. lanatus), maar uit genetisch onderzoek bleek het niet te onderscheiden van Thylogale brownii.

## Kenmerken
Deze pademelon heeft geen lichte streep over de heupen, anders dan andere pademelons (behalve T. brownii brownii). De schouders zijn bedekt met lichte haren.

## Verspreiding
Deze soort komt voor in graslanden boven de boomgrens op het Huonschiereiland in het noordoosten van Papoea-Nieuw-Guinea.